# Macromantis hyalina
Macromantis hyalina är en bönsyrseart som beskrevs av De Geer 1773. Macromantis hyalina ingår i släktet Macromantis och familjen Mantidae. Inga underarter finns listade i Catalogue of Life.